# Porto União
Porto União este un oraș în Santa Catarina (SC), Brazilia.